# Красностав (Волынская область)
Красноста́в (укр. Красностав) — село в Овадновской сельской общине Владимирского района Волынской области Украины.
Расположено на левом берегу реки Турья (приток Припяти).
Население по переписи 2001 года составляет 517 человек. Почтовый индекс — 44723. Телефонный код — 3342. Занимает площадь 2,217 км².